# Parafia Najświętszego Imienia Jezus, Najświętszej Marii Panny i św. Józefa w Szydłowie
Parafia Najświętszego Imienia Jezus, Najświętszej Marii Panny i Św. Józefa w Szydłowie – jest jedną z 12 parafii leżącą w granicach dekanatu trzemeszeńskiego. Erygowana w 1795. Mieści się pod numerem 7.

## Dokumenty
Księgi metrykalne:
- ochrzczonych od 1945 roku
- małżeństw od 1945 roku
- zmarłych od 1945 roku